# Kamienica przy pl. Bolesława Chrobrego 12 w Kłodzku
Kamienica przy pl. Bolesława Chrobrego 12 – zabytkowa kamienica położona na rynku, w jego południowej pierzei.

## Historia
Pierwsze domy w tym miejscu powstały na przełomie XIII/XIV w., co wiązało się z lokacją Kłodzka oraz wytyczeniem rynku. Były to zabudowania prawdopodobnie drewniane. W ciągu kolejnych stuleci, a zwłaszcza w XVI w. rozpoczął się trwający dwa stulecia okres przebudowy kłodzkiej starówki, w efekcie czego powstało wiele nowych kamienic renesansowych, a następnie barokowych. Wśród nich powstała także obecna kamienica nr 12, jako jedna wzniesiona w stylu gotyckim, która poddawana była do naszych czasów kilku przeróbkom.
Zarządzeniem wojewódzkiego konserwatora zabytków z dnia 2 sierpnia 2005 roku kamienica została wpisana do rejestru zabytków.

## Architektura
Kamienica nr 12, czterokondygnacyjna, należy do rzadkich już kamienic powstałych na planie gotyckim, mierzy 7,30 m szerokości. Jej głębokość wraz z podwórkiem i późniejszą oficyną wynosi 34,25 m. Sam układ zawierający trzy trakty, ma 23,5 m głębokości. Obecnie został on całkowicie przerobiony w XIX w. i na początku XX w.

## Galeria

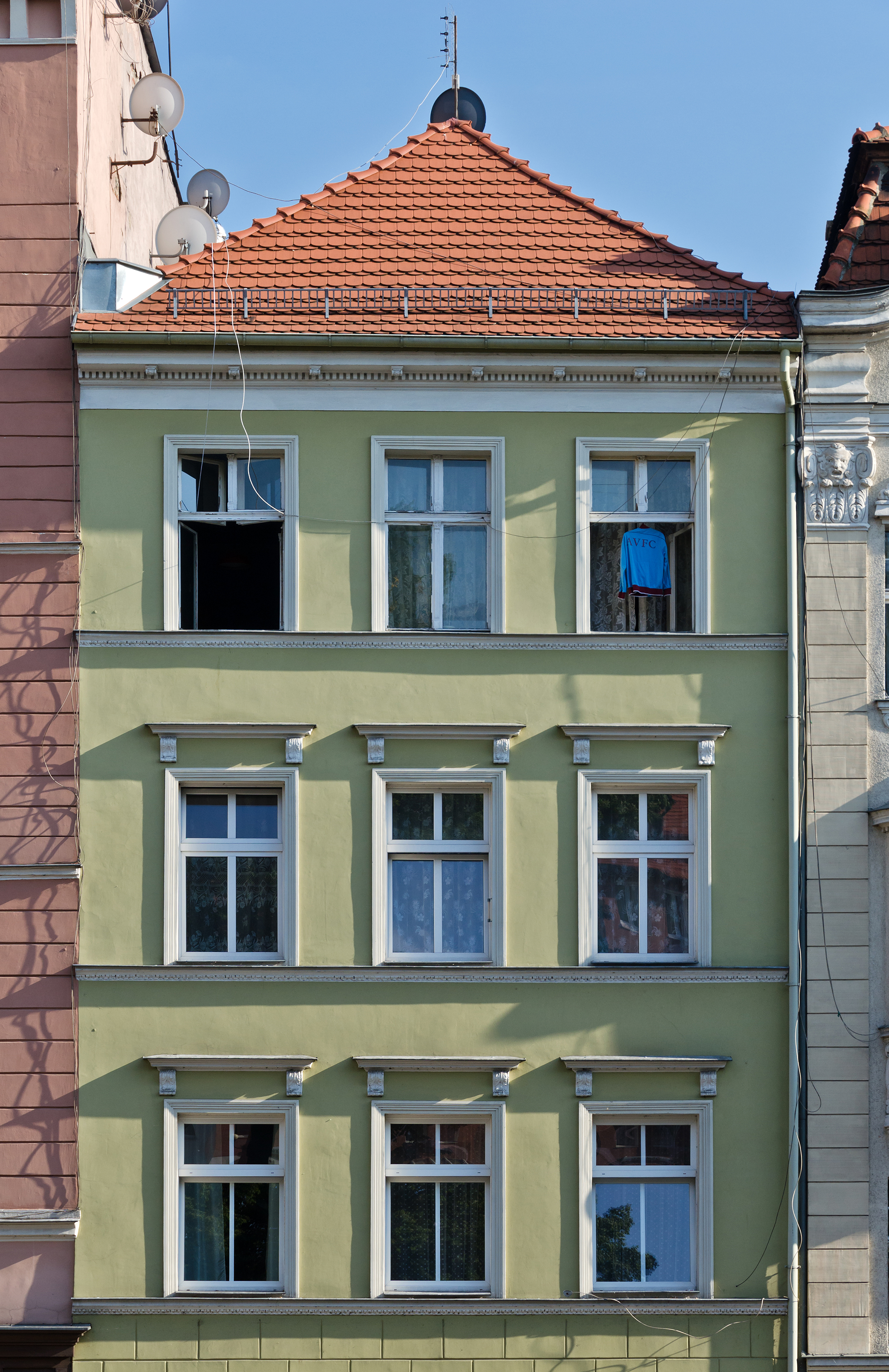
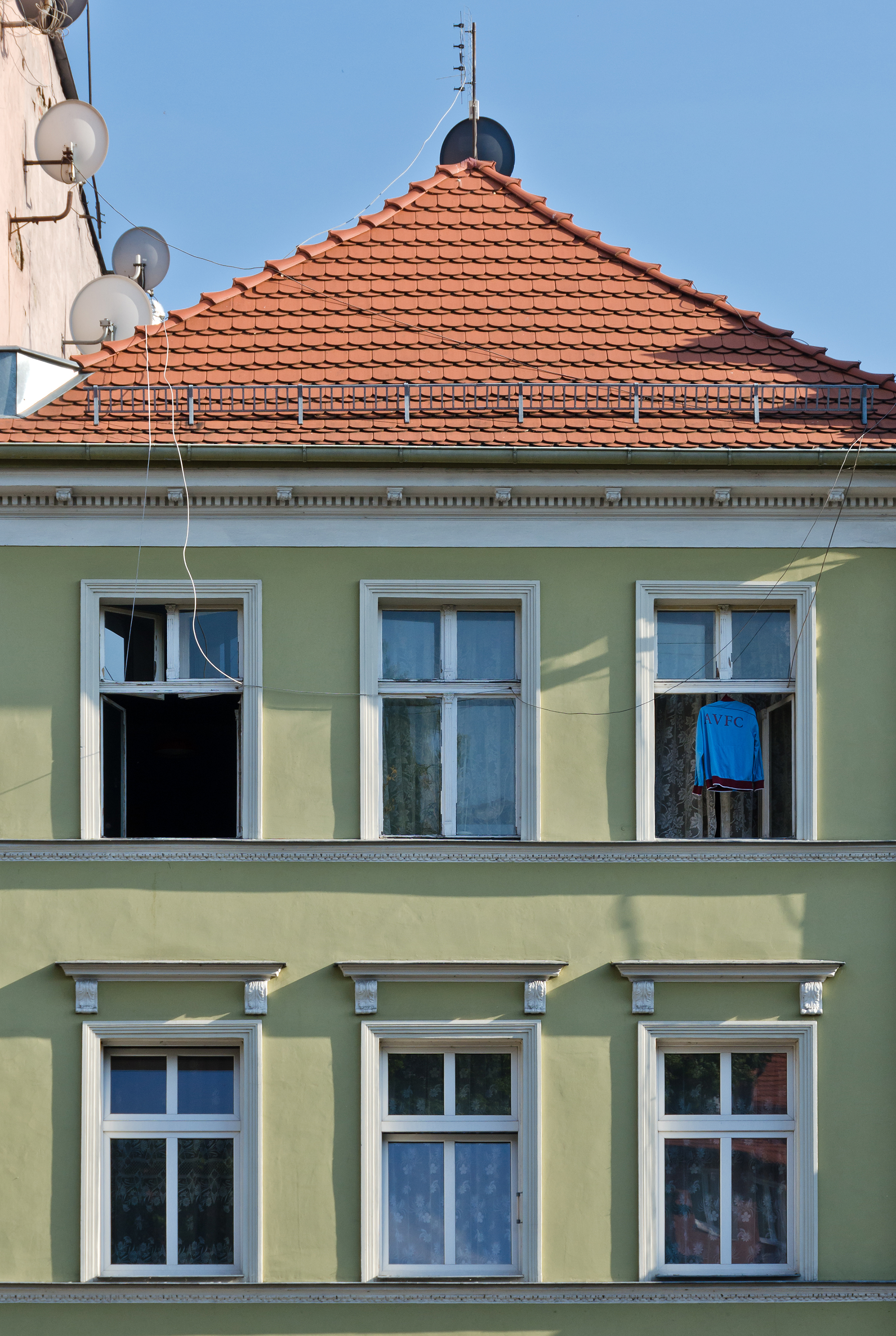
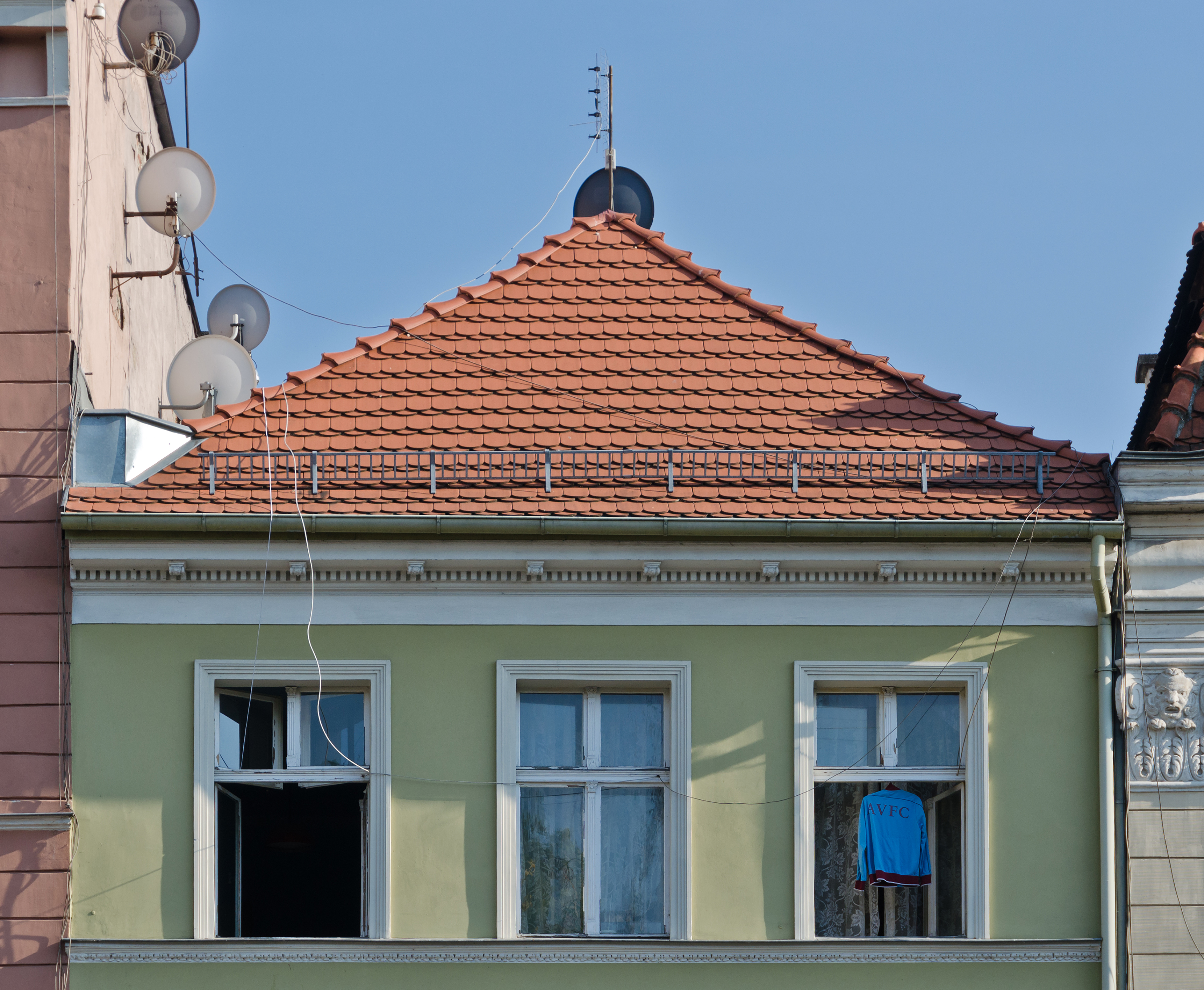
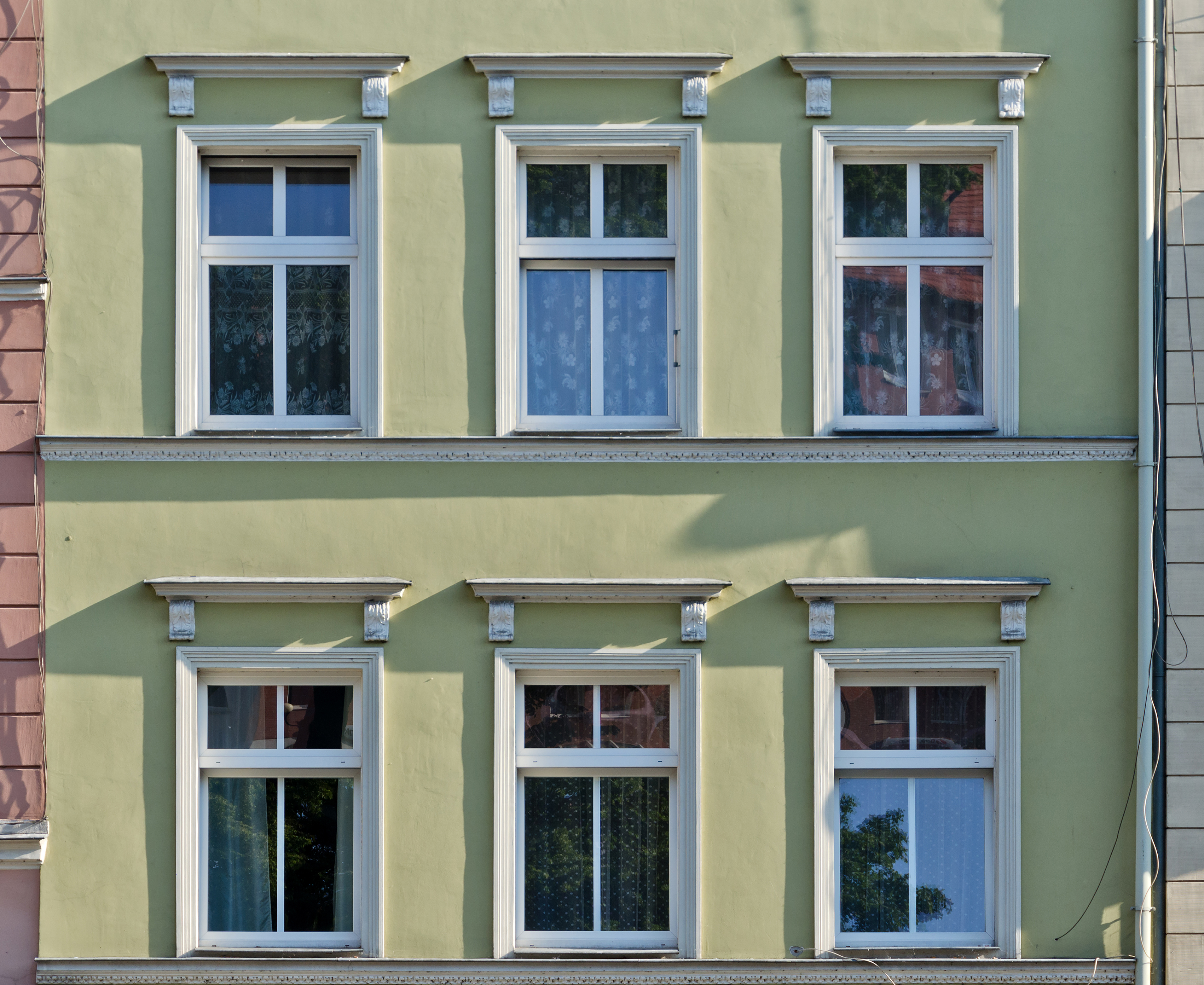